# Harald Aron Peter Philipsen
Harald Aron Peter Philipsen, född 30 mars 1839 i Köpenhamn, död där 11 juli 1892, var en dansk ögonläkare.
Philipsen tog läkarexamen 1864, blev medicine doktor 1868 och inriktade sig på oftalmologi. Han var en utomordentligt beläst man och skrev en mängd artiklar i Bibliothek for Læger och Medicinsk Årsskrift. Hans mest betydande arbete är hans lärobok Fremstilling af øjets sygdomme (andra upplagan 1880).